# BORAX-Experimente

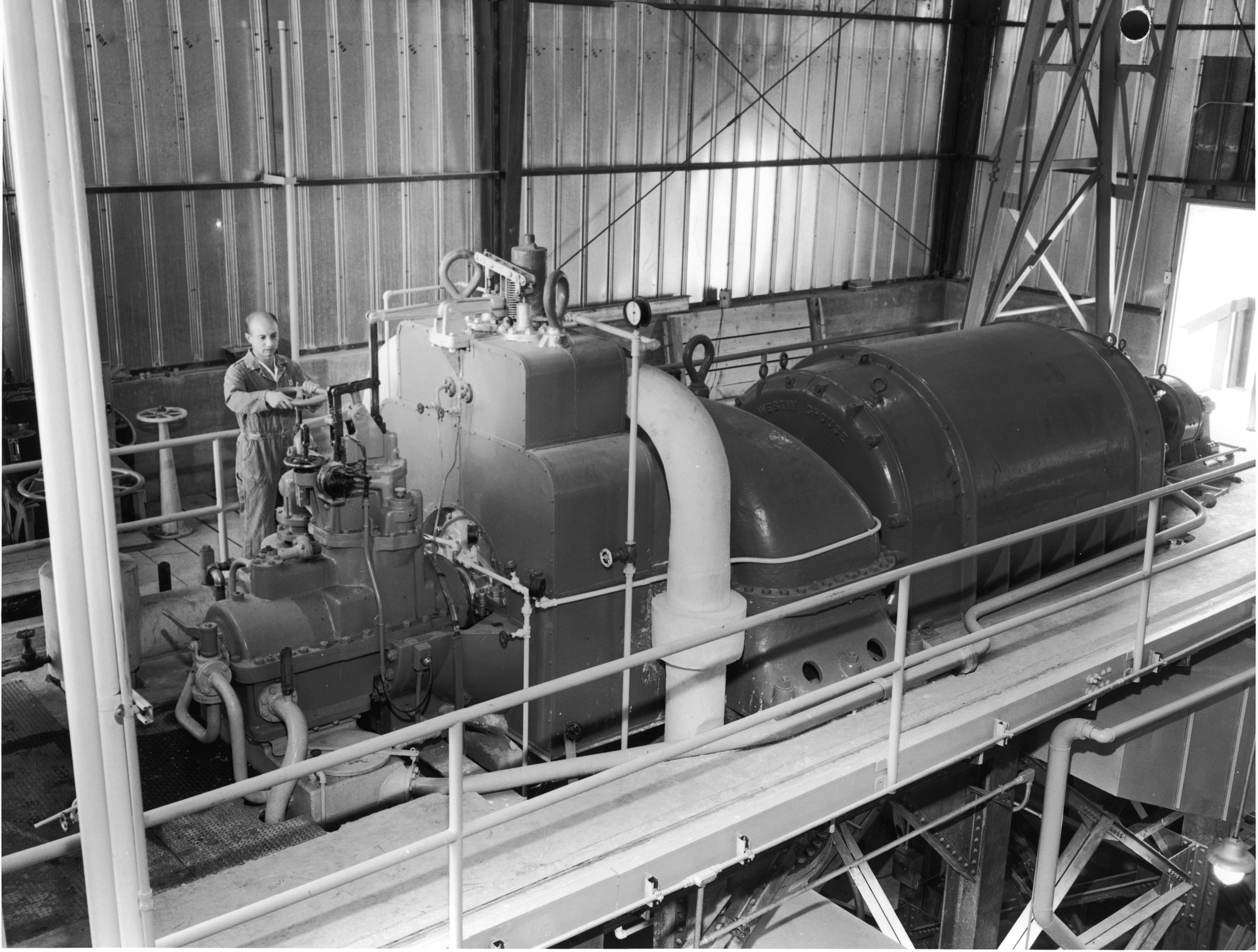
Turbine und Generator von BORAX-III

BORAX-Experimente (Boiling Reactor Experiments) wurde eine Serie von Reaktorexperimenten im Idaho National Laboratory (USA) genannt, mit welchen in den 1950er-Jahren das Stabilitätsverhalten von Siedewasserreaktoren untersucht wurde.
Die Technologie der Leichtwasserreaktoren stand in den 1950er-Jahren noch in den Anfängen. Was den Siedewasser-Typ anbelangt, war man sich im Ungewissen, wie sich Blasen im Reaktorkern auf die Stabilität des Betriebsverhaltens auswirken. Es war bekannt, dass ein Zusammendrücken der Blasen durch Druckerhöhung im Reaktorsystem kernphysikalisch die Kritikalität erhöht, der Reaktor wird überkritisch und damit instabil. Die Experimente haben aber den Beweis erbracht, dass ein längerfristig stabiles Betriebsverhalten möglich ist und der Reaktor nur punktuell zu Überkritikalität neigt, die in der Regel durch den negativen Dampfblasenkoeffizienten aufgefangen werden kann, d. h. durch den Umstand, dass nach der Leistungsexkursion in Form eines unerwünschten Anstiegs der Kernspaltungen durch stärkere Blasenbildung im Wasser-Moderator postwendend die Leistung wieder abgesenkt wird.
Höhepunkt der Experimente mit dem Reaktor BORAX-I war ein zerstörender Test, bei dem ein Totalschaden der Anlage in Kauf genommen wurde. Es wurden an den Abschaltstäben Sprengladungen angebracht. Das dadurch verursachte schlagartige Ausschleudern der Stäbe aus dem Reaktor führte zu einer schlagartigen Leistungsexkursion, die allerdings dank des Doppler-Effekts nicht zu einer Totalzerstörung der Anlage führte. Allerdings waren die Konsequenzen dennoch unterschätzt worden: Man hatte erwartet, dass nur einige wenige Brennelemente schmelzen würden, musste jedoch zur Kenntnis nehmen, dass ein großer Teil des ganzen Reaktorkerns abgeschmolzen war.